# مباراة أوروغواي والأرجنتين 1902

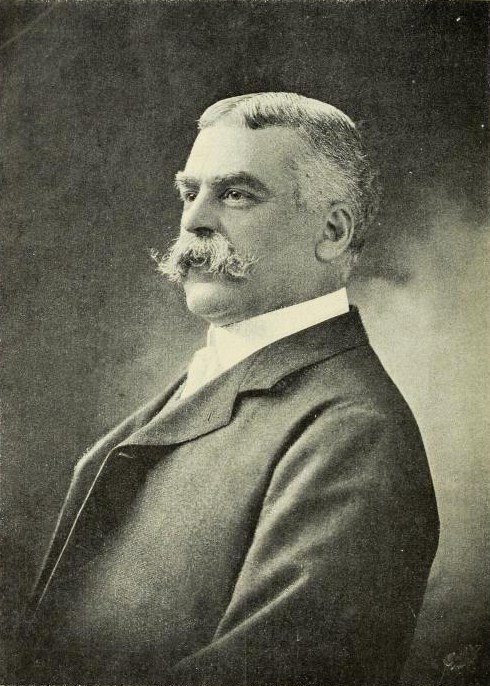
رئيس الاتحاد الأرجنتيني، فرانسيس هيبورن شيفالييه بوتيل (من 1900-1906)

كانت مباراة كرة القدم بين منتخبي الأوروغواي والأرجنتين عام 1902 هي أول مباراة دولية لكلا الجانبين، وايضا أول مباراة دولية تقام في أمريكا الجنوبية. فاز منتخب الأرجنتين بنتيجة 6–0، مما أدى إلى بدء منافسة طويلة الأمد بين الفريقين استمرت حتى اليوم، اللذين التقيا في أكثر من 190 مبارة منذ تلك المواجهة الأولى، ليصبح الديربي الدولي الذي يضم أكبر عدد من المباريات التي تم لعبها في جميع أنحاء العالم، متجاوزة بذلك المنافسة الإنجليزية – الاسكتلندية، والتي أقيمت لأول مرة عام 1872، وهي أقدم مباراة في العالم.

## خلفية تايخية
قبل سنة واحدة من هذه المباراة (أي 1901)، كانت هناك مباراة سابقة عندما التقى ممثلي الفريقين في مباراة في مونتيفيديو، على الرغم من أنها لم تنظم من قبل أي اتحاد وبالتالي لا تعتبر مباراة رسمية. ايضا نظم المباراة نادي ألبيون على ملعبه الواقع في باسو ديل مولينو في العاصمة مونتيفيديو. وكان لدى فريق منتخب الأوروغوي تسعة لاعبين من ذلك النادي والبقية من نادي ناسيونال مونتيفيديو. فازت الأرجنتين بالمباراة بنتيجة 3-2.
عام 1902 اتفق الاتحادان اتحاد الأوروغواي لكرة القدم الاتحاد الأرجنتيني لكرة القدم على لعب مباراة في نفس الملعب. قام رئيس الاتحاد الأرجنتيني، فرانسيس هيبورن شيفالييه بوتيل ولاعب نادي لاموس. اللاعب جيمس أوزوالد أندرسون باختيار اللاعبين للمباراة. اختار شيفالييه بوتيل اللباس الرسمي للفريقين، لذلك لعب منتخب الأوروغواي بقميص أزرق مع وشاح أبيض مائل بينما ارتدى منتخب الأرجنتين قمصاناً زرقاء فاتحة.

## احداث المباراة

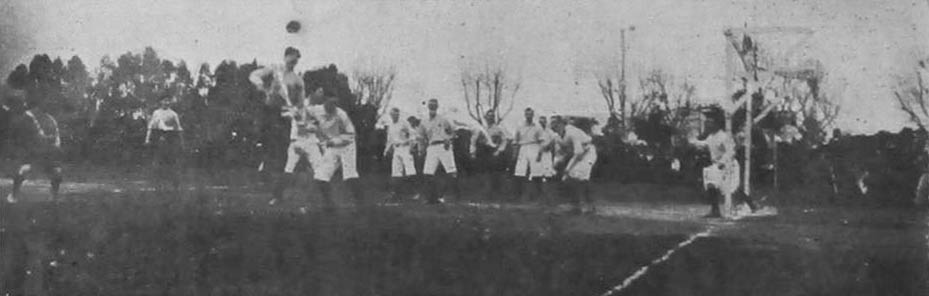
لحظة من المباراة: بوليفار سيسبيديس يسدد الكرة برأسه

فاز منتخب الأرجنتين على منتخب الأوروغواي 6–0 بسهولة، حيث صنع كارلوس ديكنسون التاريخ بعد تسجيله الهدف الأول في المباراة. ضمت التشكيلة الأساسية لمنتخب الأوروغواي ثمانية لاعبين من نادي ناسيونال وثلاثة من نادي ألبيون، بينما منتخب الأرجنتين تم تشكيلها من قبل لاعبين من نادي الخريجين (5 لاعبين)، نادي كيلمس(لاعبين)، نادي بلغرانو. (لاعبين)، لوماس (لاعب واحد)، ونادي باراكاس إيه سي (لاعب واحد). حضر المباراة 8000 متفرج.

لاحقا لعب كلا الفريقين ثلاث عشرة مرة متتالية بين عامي 1902 و1909، مما أدى إلى ظهور سلسلة من المنافسات القوية التي استمرت على لسنوات. وسرعان ما تم تأسيس بعض المسابقات التي تتنافس عليها الأرجنتين والأوروغواي، مثل كأس ليبتون (التي أقيمت لأول مرة في عام 1905)، كأس نيوتن (بدأت في عام 1906). وكأس رئيس وزراء الأرجنتين الفخرية (التي بدأت 1909) وكأس رئيس وزراء الأوروغواي الفخرية (التي بدأت 1915)

## تفاصيل المباراة
| الأوروغواي | 0–6    | الأرجنتين                                                                                      |
| ---------- | ------ | ---------------------------------------------------------------------------------------------- |
|            | Report | دكنسون 3' · أريمالو 31' (ه.ذ.) · مورغان 64' · أوريوست 66' (ه.ذ.) · أنديرسون 71' · J. براون 86' |

| الأوروغواي | الأرجنتين |

| GK |  | إنريكي سارديسون      |
| DF |  | كارلوس كارفي يوريوست |
| DF |  | جيرمان أريمالو       |
| MF |  | ميغيل نيبل (c)       |
| MF |  | ألبرتو بيكسوتو       |
| MF |  | لويس كاربوني         |
| FW |  | بوليفار سيسبيديس     |
| FW |  | غونزالو رينكون       |
| FW |  | خوان سارديسون        |
| FW |  | إرنستو بوتون رييس    |
| FW |  | كارلوس سيسبيديس      |

| GK |  | خوسيه بوروكا لافوريا   |
| DF |  | وليام ليزلي            |
| DF |  | والتر بوكانان          |
| MF |  | إدواردو باتريسيو دوجان |
| MF |  | كارلوس ج. بوكانان      |
| MF |  | إيرنيستو براون         |
| FW |  | إدوارد أو مورغان       |
| FW |  | خوان خوسيه مور (c)     |
| FW |  | جيمس أوزوالد أندرسون   |
| FW |  | تشارلز ديكنسون         |
| FW |  | خورخي براون            |